# География на Доминиканската република
Доминиканската република е държава в Северна Америка, заемаща източната част на 2-рия по големина остров от Големите Антилски острови – остров Еспаньола. Дължината на Доминиканската република от запад на изток е 380 km, а максималната ширина – 250 km. Площта на страната възлиза на 48 670 km², а населението към 1 януари 2018 г. е 10 878 000 души. Столица е град Санто Доминго.

## Граници, брегове, острови, координати
На север бреговете на страната се мият от водите на Атлантическия океан, а на юг – от водите на Карибско море. На изток широкият 115 km проток Мона я отделя от остров Пуерто Рико, а на запад има 375 km сухоземна граница с Хаити. Бреговете ѝ са предимно високи, стръмни и разчленени. По северното крайбрежие най-големите заливи са Байя Ескосеса и Самана, а по южното – Окоа и Нейба. На страната принадлежат и няколко острова, като най-големите са: Саона (110 km², край югоизточното крайбрежие) и Беата (27 km², край южното крайбрежие).
Крайни точки:
- крайна северна точка – 19°55′55″ с. ш. 71°00′48″ з. д. / 19.931944° с. ш. 71.013333° з. д..
- крайна южна точка – 17°28′14″ с. ш. 71°38′28″ з. д. / 17.470556° с. ш. 71.641111° з. д., остров Алто Вело.
- крайна западна точка – 18°37′25″ с. ш. 72°00′27″ з. д. / 18.623611° с. ш. 72.0075° з. д., на границата с Хаити.
- крайна източна точка – 18°35′52″ с. ш. 68°19′23″ з. д. / 18.597778° с. ш. 68.323056° з. д., нос Енганьо, на брега на протока Мона.

## Релеф, полезни изкопаеми
Централните части на Доминиканската република са заети от планината Кордилера Сентрал, изградена предимно от кристалинни скали. Тук се издига връх Дуарте (3098 m), най-високата точка на страната и на целия остров Еспаньола. На юг от нея се простира Централната равнина и низината Асуа, дренирани от река Сан Хуан. Далеч на югозапад лежи обкръжената от планини дълбока падина с езерото Енрикильо, дъното на която е на -44 m под морското равнище. Между планината Кордилера Сентрал на юг и крайбрежния варовиков хребет Кордилера Септентрионал (с височина до 1249 m) на север са разположени низините на реките Яке дел Норте (на запад) и Юна (на изток) – т.нар. долина Вега Реал. В най-източната част се простира високият до 701 m хребет Кордилера Ориентал, южно от който е разположена най-обширната равнина в страната. Най-важните полезни изкопаеми в Доминиканската република са боксити, никел, злато, желязна руда, сол и гипс.

## Климат, води
Климатът на сраната е тропичен, пасатен. Средните месечни температури в равнините са от 25 до 27°С. Годишната сума на валежите варира от 2000 mm по североизточните, наветрени склонове на планините, до 1000 mm по подветрените склонове и във вътрешните райони. Много често през пролетта и есента страната е подложена на силни урагани. Реките на Доминиканската република са предимно къси, бурни, с множество бързеи и прагове. Най-големите са: Яке дел Норте (296 km), Артибонит (240* km, по-голямата част от течението ѝ е в Хаити), Яке дел Сур (183 km), Осама (148 km), Каму (143 km), Юна (138 km). В югозападната част, в криптодепресия, на -44 m н.в. е разположено голямото езеро Енрикильо (375 km²).

## Почви, растителност
Влажните североизточни планински склонове са заети от смесени вечнозелени тропически гори с ценни дървесни видове (махагоново, кампешево дърво и др.), които са развити върху кафеникаво-червени латеризирани и планински кафеникаво-червени почви. В по-сухите райони са развити листопадни гори, савани и храсталаци върху червени латеритни почви.